# Lower Stanton St Quintin
Lower Stanton St Quintin – osada w Anglii, w hrabstwie Wiltshire, w dystrykcie (unitary authority) Wiltshire. Leży 7,8 km od miasta Chippenham, 56,1 km od miasta Salisbury i 141,6 km od Londynu. W 2016 miejscowość liczyła 555 mieszkańców.